# Ӧ́
Cette page contient des caractères spéciaux ou non latins. S’ils s’affichent mal (▯, ?, etc.), consultez la page d’aide Unicode.
Le o tréma accent aigu (majuscule : Ӧ́, minuscule :  ӧ́) est une lettre de l'alphabet cyrillique utilisée en chor.

## Représentation informatique
Le o tréma accent aigu peut être représenté avec les caractères Unicode suivants :
- composé (cyrillique, diacritiques)[1],[2] :

| formes    | représentations | chaînes de caractères | points de code | descriptions                                                |
| --------- | --------------- | --------------------- | -------------- | ----------------------------------------------------------- |
| capitale  | Ӧ́               | Ӧ◌́                    | U+04E6 U+0301  | lettre majuscule cyrillique o tréma diacritique accent aigu |
| minuscule | ӧ́               | ӧ◌́                    | U+04E7 U+0301  | lettre minuscule cyrillique o tréma diacritique accent aigu |

- décomposé (cyrillique, diacritiques) :

| formes    | représentations | chaînes de caractères | points de code       | descriptions                                                            |
| --------- | --------------- | --------------------- | -------------------- | ----------------------------------------------------------------------- |
| capitale  | Ӧ́               | О◌̈◌́                   | U+041E U+0308 U+0301 | lettre majuscule cyrillique o diacritique tréma diacritique accent aigu |
| minuscule | ӧ́               | о◌̈◌́                   | U+043E U+0308 U+0301 | lettre minuscule cyrillique o diacritique tréma diacritique accent aigu |